# Шайрер, Маркус
Маркус Шайрер (нем. Markus Schairer; род. 4 июля 1987) — австрийский сноубордист, выступающий в параллельных видах и сноубордкроссе.
Шайрер впервые участвовал в международных соревнованиях 21 декабря 2002 года, приняв участие в одной из юниорских гонок. Почти год он выступал в кубке Европы и гонках FIS в различных дисциплинах сноубординга, и затем смог занять третье место на чемпионате мира среди юниоров 2004 в сноубордкроссе. На своём первом этапе кубка мира 14 декабря 2004 года он стал 26-м, но в этом же сезоне выиграл ещё одну медаль на юниорском чемпионате мира, став вторым в кроссе.
В сезоне 2006—2007 Шайрер показал свой лучший итоговый результат в кубке мира по параллельным видам сноубординга, а также ещё дважды занял призовые места на чемпионат мира среди юниоров. Через два года он трижды выигрывал этапы кубка мира, победил в кубке мира по сноубордкроссу и стал вторым в итоговом зачёте. Помимо этого, он стал чемпионом мира 2009 по сноубордкроссу.

## Призовые места на этапах кубка мира

### 1-е место
Сноубордкросс
- 13 марта 2009, Ла-Молина, Испания
- 19 февраля 2009, Стоунхем, Канада
- 13 февраля 2009, Сайпресс, Канада

### 2-е место
Сноубордкросс
- 11 января 2009, Бад-Гаштайн, Австрия
- 20 декабря 2008, Ароса, Швейцария

## Зачёт кубка мира

### Общий зачёт
- 2005/06 — 100-е место (119 очков)
- 2006/07 — 51-е место (1229 очков)
- 2007/08 — 102-е место (879 очков)
- 2008/09 — 2-е место (5450 очков)

### Зачёт по параллельным видам
- 2004/05 — 78-е место (33 очка)
- 2005/06 — 45-е место (119 очков)
- 2006/07 — 51-е место (119 очков)
- 2007/08 — 62-е место (69 очков)

### Зачёт по сноубордкроссу
- 2004/05 — 47-е место (246 очков)
- 2005/06 — 41-е место (445 очков)
- 2006/07 — 7-е место (1110 очков)
- 2007/08 — 31-е место (810 очков)
- 2008/09 — 1-е место (5450 очков)